# Charlie Porter
Charlie Porter (* 12. Juni 1950 in Nashua, New Hampshire; † 23. Februar 2014 in Punta Arenas, Chile) war ein amerikanischer Bergsteiger, Kletterer und wissenschaftlicher Mitarbeiter am Climate Change Institute (CCI) der Universität von Maine. Er wurde bekannt für seine Erstbegehungen im Yosemite-Nationalpark (vor allem am El Capitan), in Kanada und Alaska. Er hatte nicht nur durch seine Erstbegehungen einen großen Einfluss auf die Entwicklung des Kletterns, sondern auch durch die Entwicklung innovativer Kletterausrüstung. Er hat sich auch einen Ruf als Abenteurer erworben, so war er einer der ersten Menschen, die Kap Hoorn in einem Kajak umrundeten. Er war der Director der Patagonia Research Foundation.

## Leben
Charles Talbot Porter wurde am 12. Juni 1950 in Nashua geboren und wuchs in Peperell, Massachusetts, auf. Sein Vater war Arzt und seine Mutter die bekannte Kinderbuchautorin und -illustratorin Barbara Cooney. Seine Schulzeit endete mit dem Abschluss der Prep School im Jahr 1969. Die Prep School ist eine vorbereitende (Privat)schule für die Aufnahme an ein College. Er war schon damals ein begeisterter Bergsteiger und kletterte im Sommer in den kanadischen Rocky Mountains und den Cascade Mountains. Als in der Huntington-Schlucht am Mount Washington eine Studentengruppe feststeckte, leitete er die Rettung, wofür er den Carnegie Orden bekam.

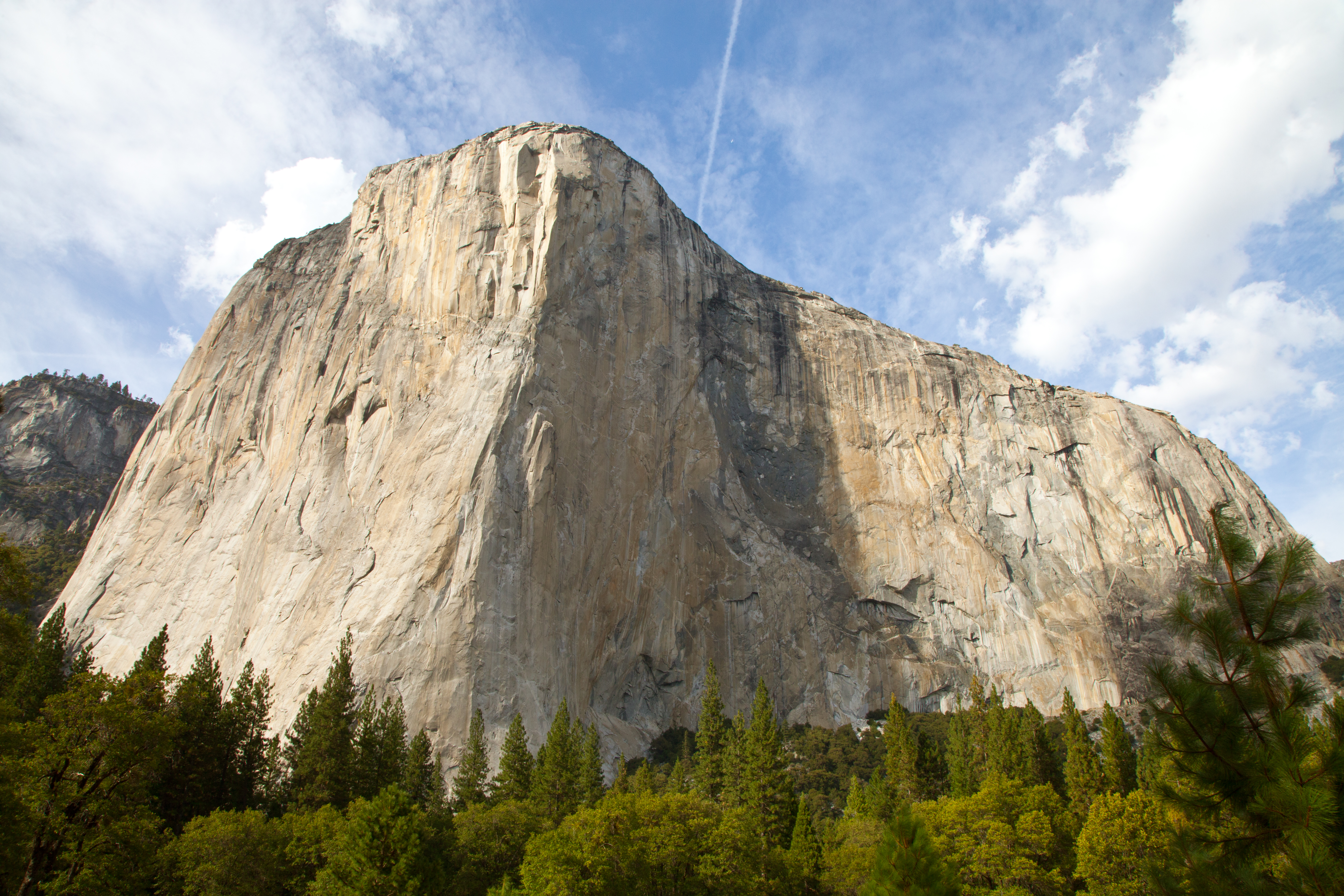
Blick auf El Capitan, Yosemite National Park

1969 besuchte er zum ersten Mal das Yosemite. Schon bei diesem Aufenthalt kletterte er mit Bugs McKeith die Route The Nose am El Capitan. Es war aber die erste Solo-Begehung der New Dawn Wall im Jahr 1972, welche die Porter-Legende begründete. Seine acht zum Teil wegweisenden Erstbegehungen am El Capitan sind unten zusammengefasst. Porter hat die in den 1970er Jahren einsetzende Weiterentwicklung des Kletterns im Yosemite hin zu kurzen, schweren Routen nicht interessiert. Er erzählte: „Als Bev Johnsen mich einmal fragte ob ich mitkäme, eine kurze harte Rissroute zu klettern, nahm ich mein Hakenbündel und ging woanders hin“. Er blieb auf seinem Weg durch die Big Walls, zu der geduldigen, kreativen Kunst des schweren Technisches Kletterns. In dieser Zeit entwickelte er auch innovative Kletterausrüstung wie den „Grasshopper“, einer Art doppelter Rurp. Ein Rurp ist ein sehr schmaler, nur 1 cm lange Haken. Er verbesserte Klettergurte und erfand die gepolsterte Hängematte.

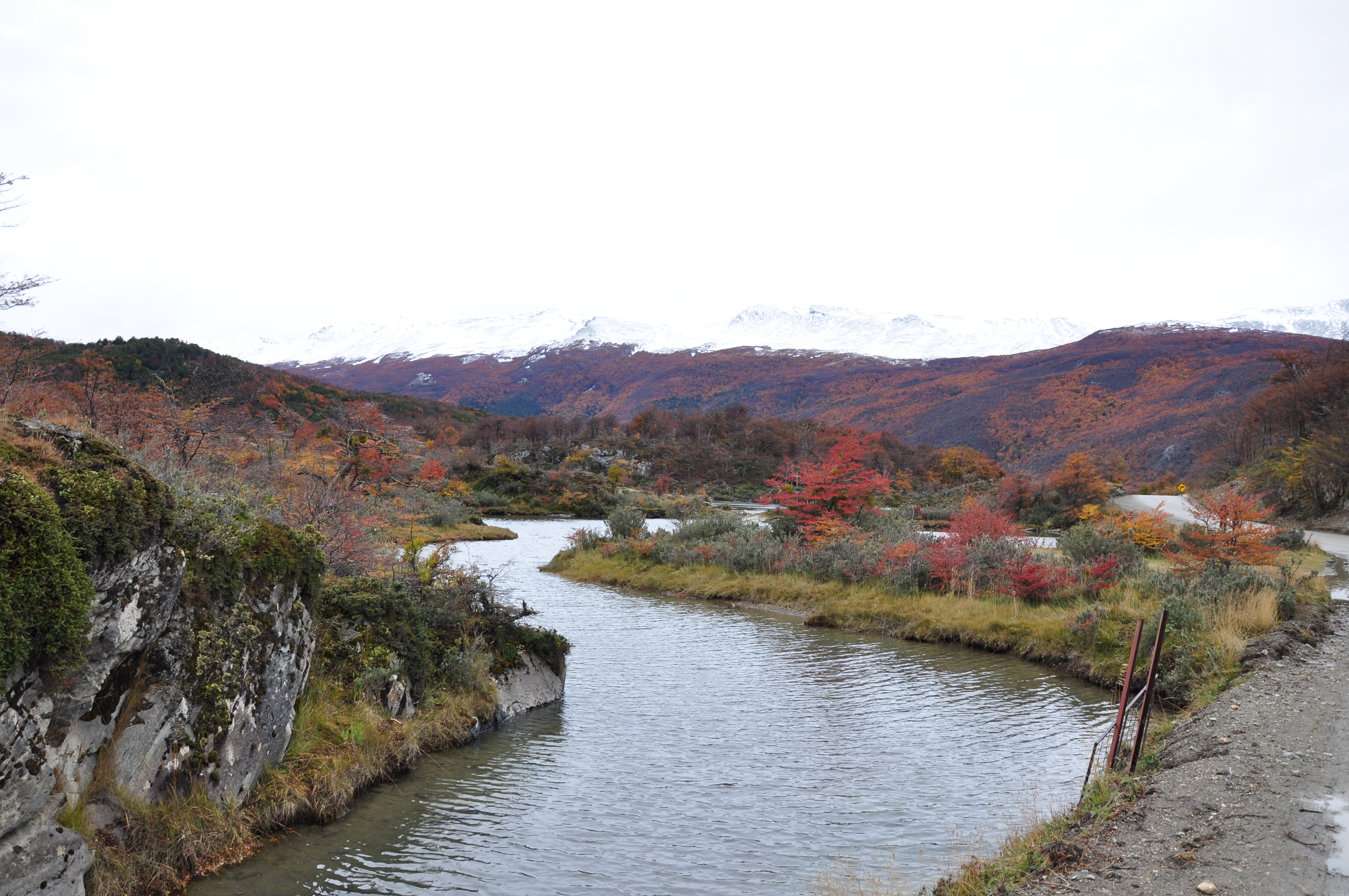
Kanal im Feuerland-Nationalpark

1979 besuchte es mit Russell McLean Chile was der Beginn eines neuen Lebensabschnittes wurde. Er baute in ein Kajak Ruder und einen Schiebesitz ein. Mit diesem Boot brach er allein zu einer über ein Jahr dauernden Reise durch die patagonischen Kanäle auf und umrundete am Ende Kap Hoorn. Im Geiste eines eklektischen, autodidaktischen viktorianischen Naturforschers zeichnete Porter alles auf, was er sah, einschließlich der archäologischen Hinterlassenschaften der verschwundenen Ureinwohner Patagoniens.
Seit den 1980er Jahren lebte Charlie Porter in Südamerika. Er gründete 1984 die Patagonia Research Foundation, eine gemeinnützige Stiftung, die klimatologische, botanische, ozeanographische und archäologische Untersuchungen von schwimmenden Labors aus durchführt. Er begleitete als Skipper mehrere Expeditionen bekannter Universitäten. Dreißig Jahre lang arbeitete er mit Wissenschaftlern der Fundación CEQUA, der Universidad de Magallanes, der University of Maine und der Lund University zusammen. Porter war wissenschaftlicher Mitarbeiter am Climate Change Institute (CCI) der Universität von Maine. CCI-Direktor Paul Mayewski würdigte Porters Fähigkeit und unermüdlichen Drang die physikalischen, chemischen, biologischen und soziokulturellen Aspekte einiger der entlegensten Orte der Erde zu verstehen, insbesondere von Feuerland und Patagonien. Bei eigenen Expeditionen stellte er automatische Wetterstationen an abgelegenen Orten von Puerto Eden bis Kap Hoorn und Südgeorgien auf.
Im Jahr 1995 schloss sich Porter einer Gruppe aus Stephen Venables, John Roskelley, Jim Wickwire und Tim Macartney-Snape an, um den Monte Sarmiento West Gipfel zu besteigen. Bei starkem Wind wurde er von einem vereisten Grat geblasen. Er stoppte seinen Fall, indem er einen Arm in einer Gletscherspalte verklemmte. Er brach sich einen Knochen und kugelte sich die Schulter aus, aber sein Leben rettete er.
Charlie Porter starb am 23. Februar 2014 zuhause in Punta Arenas an einem Herzschlag. Er war dreimal verheiratet.

## Wichtige Erstbegehungen

### El Capitan, Yosemite, USA
New Dawn Wall, Sommer 1972: Charlie Porter wurde durch seine Solobegehung der New Dawn Wall bekannt, einer Variante der Route Wall of the Early Morning Light von Warren Harding und Dean Caldwell. Auf einem Band der siebten Seillänge ließ Porter einen Haulbag fallen, setzte die Begehung aber fort. Er erreichte den Ausstieg neun Tage später nachdem er in Schlingen und mit einem improvisierten Schlafsack aus Ensolite-Schaumstoff biwakierte.

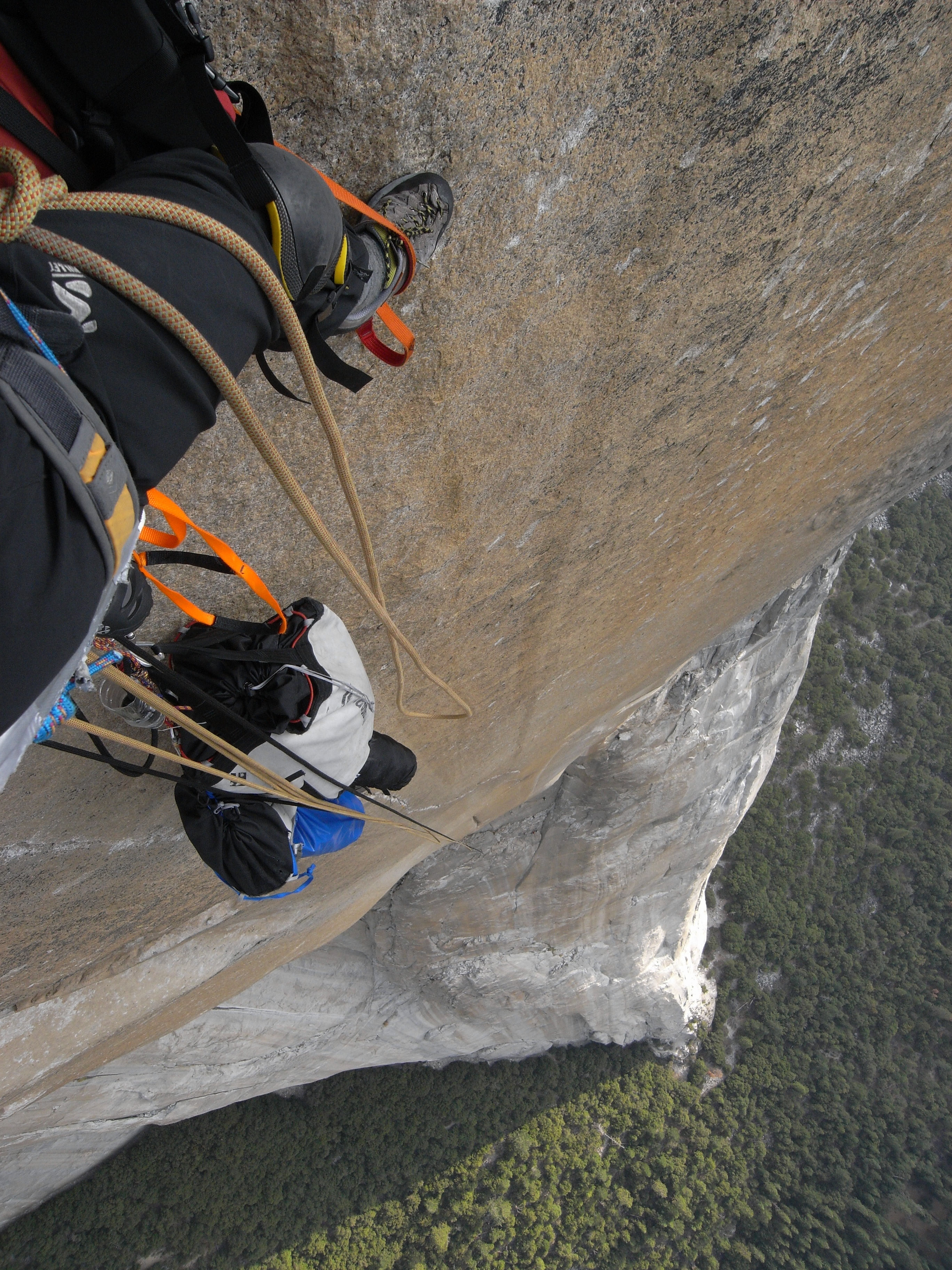
Blick aus der Route Shield zum Wandfuss

The Shield, Oktober 1972: Als Porter die 40 m langen Triple Cracks (damals A5) führte, benutzte er bei der Erstbegehung fünfunddreißig Rurps. Um Material zu sparen, machte sein Partner Gary Bocarde nur an einem Viertelzoll-Bohrhaken und einem Lost Arrow Stand. Bocarde scherzte, dass er das Seil durchschneiden müsste, wenn Porter stürzen würde.
Zodiac, November 1972, im Alleingang: Porter gelang die Solo-Erstbegehung von Zodiac mit damals vielen A4 und A5 Seillängen.
Tangerine Trip, April 1973: Porter und Jean-Paul de St. Croix vollenden ein von Royal Robbins aufgegebenes Projekt. Die stark überhängende Wand schützte sie vor Regen und Schnee, die an acht von insgesamt zehn Tagen fielen.
Mescalito, Oktober 1973: Steve Sutton, Hugh Burton, Chris Nelson und Porter klettern durch die riesigen, scheinbar leeren Platten rechts der Nose. „Wir haben keine Meißel mitgenommen und unsere eigenen Haken geschlagen“, erklärte Porter 1993 in einem Interview mit der Zeitschrift Rock & Ice. „Ein Meißel war für uns ein Tabu“.
Grape Race, Frühjahr 1974: Porter und Bev Johnson kletterten Grape Race, gleich links der Nose. Nach sieben Tagen ging ihnen der Proviant aus. Sie erreichten ausgehungert, im Mondschein und mit Stirnlampe den Gipfel.

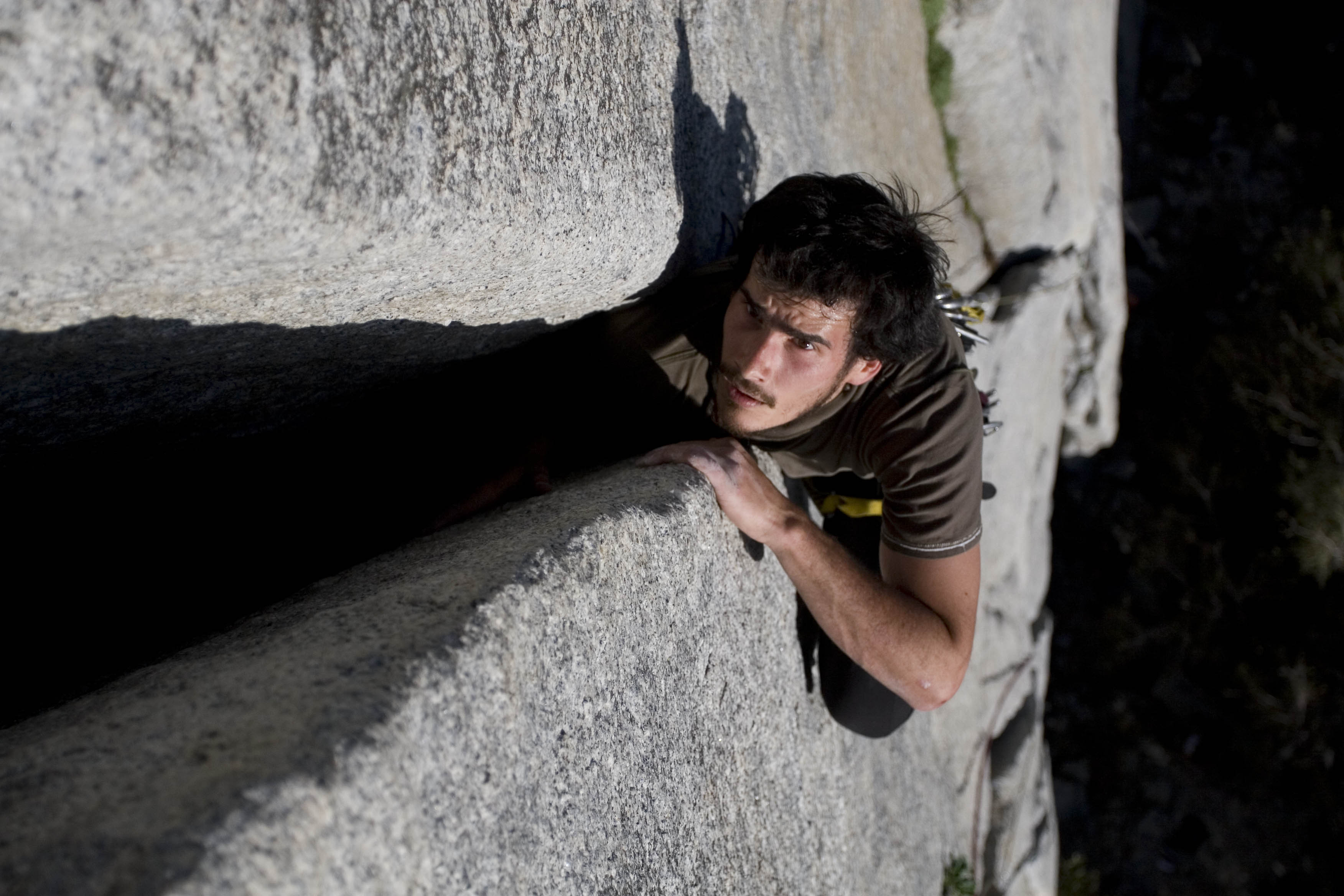
Typischer Off-Width Riss im Yosemite.

Horse Chute, Oktober 1974: Mit nur drei Biwaks begehen Porter und Hugh Burton die zweimal überhängende Verschneidung in der Südwestwand des El Cap, die wahrscheinlich sensationellsten Verschneidungslängen am Berg.
Excalibur 1975 Porter und Hugh Burton vollenden Excalibur, einer Route mit vielen Passagen in Rissen der berüchtigten Breite von 15 cm bis 30 cm, die zu weit zum Klemmen sind und zu eng, um mit dem Körper hinein zu passen (Off-Width genannt). Für diese Risse fertigte Porter sechs Aluminiumblöcke an, die mit Bongs (sehr breite Haken) verkeilt wurden um so deren Breite weiter zu vergrößern.

### Alaska, USA

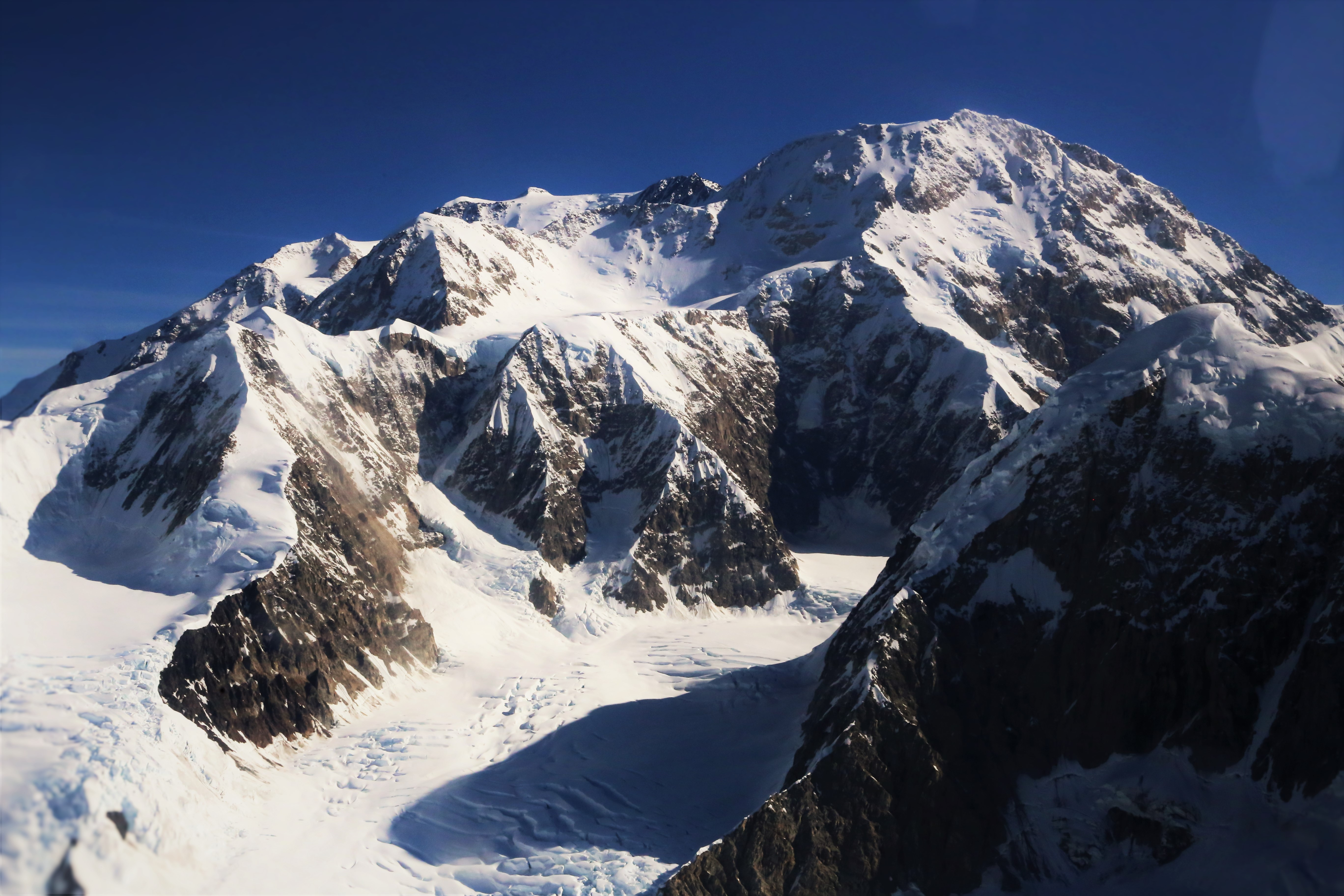
Mount Denali, Alaska

Cassin Ridge, Denali, 1976, erste Solo-Begehung. Das American Alpine Journal berichtete kurz über die Besteigung: „Mit seiner üblichen Zurückhaltung hat Porter uns keine Einzelheiten mitgeteilt“. Später gab Porter zu, dass er bei der Begehung ein Lungenödem erlitten hatte und spürte, wie seine Lunge kurz unterhalb des Gipfels „blubberte“.
Westwand des Middle Triple Peak in den Kichatna Mountains, 1976 mit Russell McLean. Während der Begehung traf Porter unvorbereitet ein Eisbrocken an der Seite des Kopfes, der Schulter und der Hand. Mit gebrochenem Finger setzte er die Begehung fort (auch im Vorstieg)

### Kanada

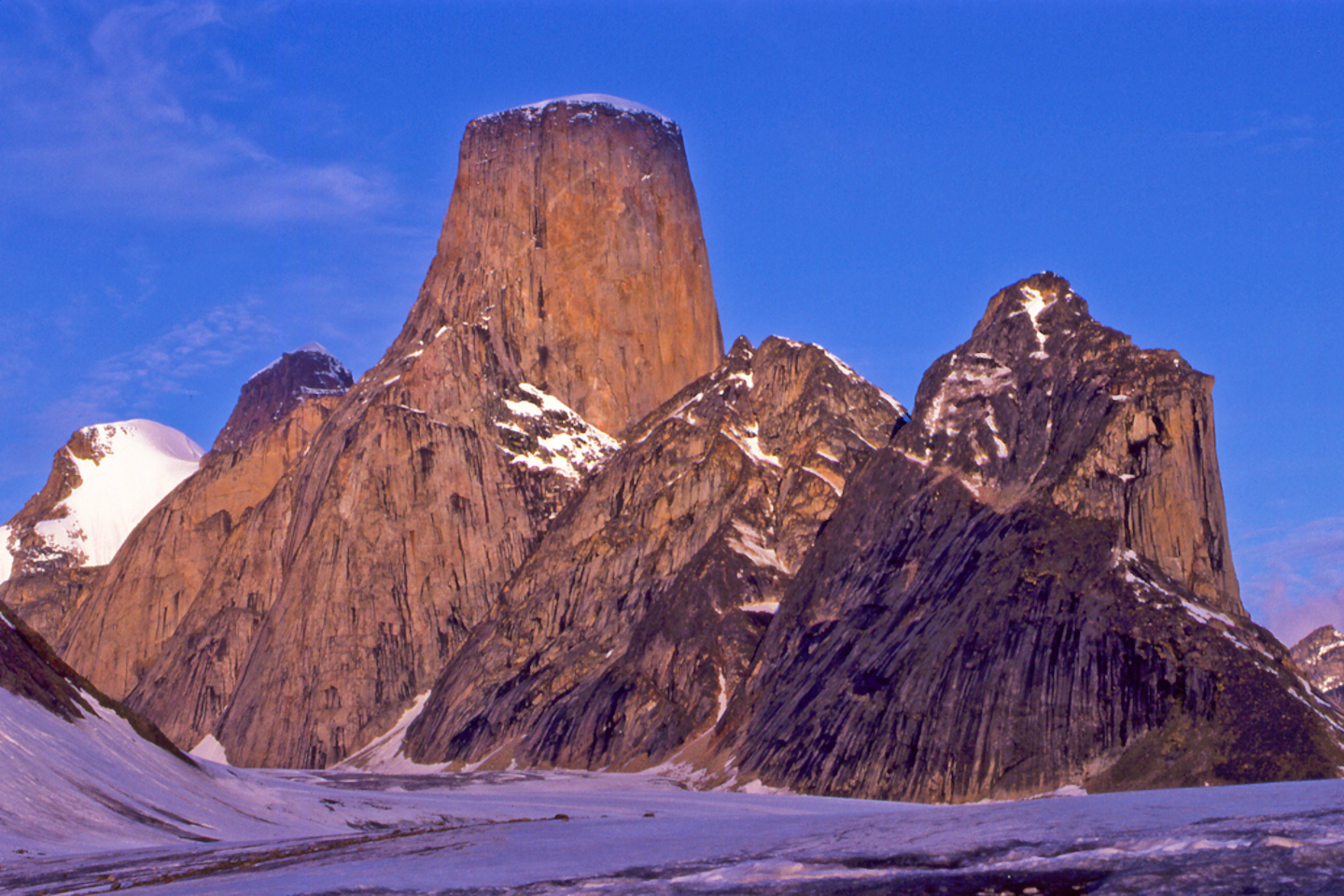
Mount Asgard, Baffin Island

Nordwestwand des Nordturms des Mount Asgard, Baffin Island. Vom 1. bis 10. September 1975 beging Porter diese Route im Alleingang. Mit seiner gesamten Ausrüstung brauchte er einen ganzen Monat, um auf Skiern den Fuß des Berges zu erreichen. Dann kletterte er neun Tage lang bis zum Gipfel des Nordturms. Porter zog sich dabei eine schwere Fußverletzung zu. Nach dem Abstieg musste er seinen Stiefel abschneiden, um den geschwollenen Fuß zu entlasten. Obwohl er seit 10 Tagen nichts gegessen hatte, ging er noch fast 50 km bis zum nächsten Dorf. „Die größte Leistung in Baffin, der Arktis oder wahrscheinlich überall“, schrieb Doug Scott über Porters weltweit erste Grade-VII Route (Grade-VII bezeichnet die Gesamtschwierigkeit einer Route, nicht zu verwechseln mit dem UIAA Schwierigkeitsgrad einer Kletterstelle).
Polar Circus, Cirrus Mountain, Banff National Park. Polar Circus ist 700 Höhenmeter Eisklettern und davon 500 m entlang gefrorener Wasserfälle. Die Route wurde zum Klassiker. Charlie Porter soll der Route während der Erstbegehung diesen Namen gegeben haben. Als er sich über einen Standplatzes in einer der steilen Seillängen beschwerte, nannte er seine Situation „polnischer Circus“. Polnisch wurde zu Polar. Polar Cirkus war die Letzte der großen, ästhetischen Routen am Cirrus Mountain; alle anderen waren schon begangen.